# Longchamp-sur-Aujon
Longchamp-sur-Aujon és un municipi francès situat al departament de l'Aube i a la regió del Gran Est. L'any 2007 tenia 412 habitants.

## Demografia

### Població
El 2007 la població de fet de Longchamp-sur-Aujon era de 412 persones. Hi havia 180 famílies de les quals 56 eren unipersonals (16 homes vivint sols i 40 dones vivint soles), 56 parelles sense fills, 48 parelles amb fills i 20 famílies monoparentals amb fills.
La població ha evolucionat segons el següent gràfic:
Habitants censats

### Habitatges
El 2007 hi havia 225 habitatges, 181 eren l'habitatge principal de la família, 25 eren segones residències i 18 estaven desocupats. 221 eren cases i 4 eren apartaments. Dels 181 habitatges principals, 140 estaven ocupats pels seus propietaris, 37 estaven llogats i ocupats pels llogaters i 5 estaven cedits a títol gratuït; 4 tenien dues cambres, 40 en tenien tres, 60 en tenien quatre i 77 en tenien cinc o més. 141 habitatges disposaven pel capbaix d'una plaça de pàrquing. A 83 habitatges hi havia un automòbil i a 63 n'hi havia dos o més.

### Piràmide de població
La piràmide de població per edats i sexe el 2009 era:
| Homes | Edats   | Dones |
| ----- | ------- | ----- |
| 0     | 95 o +  | 0     |
| 0     | 90 a 94 | 16    |
| 0     | 85 a 89 | 4     |
| 4     | 80 a 84 | 8     |
| 4     | 75 a 79 | 0     |
| 12    | 70 a 74 | 16    |
| 12    | 65 a 69 | 12    |
| 8     | 60 a 64 | 28    |
| 28    | 55 a 59 | 16    |
| 8     | 50 a 54 | 12    |
| 20    | 45 a 49 | 16    |
| 8     | 40 a 44 | 12    |
| 8     | 35 a 39 | 20    |
| 24    | 30 a 34 | 4     |
| 20    | 25 a 29 | 20    |
| 24    | 20 a 24 | 4     |
| 8     | 15 a 19 | 4     |
| 4     | 10 a 14 | 20    |
| 12    | 5 a 9   | 28    |
| 12    | 0 a 4   | 12    |

## Economia
El 2007 la població en edat de treballar era de 252 persones, 176 eren actives i 76 eren inactives. De les 176 persones actives 152 estaven ocupades (92 homes i 60 dones) i 24 estaven aturades (10 homes i 14 dones). De les 76 persones inactives 28 estaven jubilades, 16 estaven estudiant i 32 estaven classificades com a «altres inactius».

### Ingressos
El 2009 a Longchamp-sur-Aujon hi havia 175 unitats fiscals que integraven 432,5 persones, la mediana anual d'ingressos fiscals per persona era de 15.212 €.

### Activitats econòmiques
Dels 11 establiments que hi havia el 2007, 1 era d'una empresa extractiva, 3 d'empreses de construcció, 2 d'empreses de comerç i reparació d'automòbils, 1 d'una empresa d'hostatgeria i restauració, 1 d'una empresa de serveis i 3 d'empreses classificades com a «altres activitats de serveis».
Dels 4 establiments de servei als particulars que hi havia el 2009, 1 era un paleta, 1 guixaire pintor, 1 fusteria i 1 perruqueria.
L'any 2000 a Longchamp-sur-Aujon hi havia 5 explotacions agrícoles que ocupaven un total de 1.090 hectàrees.

## Poblacions més properes
El següent diagrama mostra les poblacions més properes.